# جاك ميلر (لاعب هوكي الجليد)
جاك ميلر هو لاعب هوكي الجليد كندي، ولد في 16 سبتمبر 1925 في Delisle, Saskatchewan ‏ في كندا، وتوفي في 15 أبريل 2004.

## وصلات خارجية
- جاك ميلر على موقع دوري الهوكي الوطني (الإنجليزية)
- جاك ميلر على موقع EliteProspects.com (الإنجليزية)
- جاك ميلر على موقع HockeyDB.com (الإنجليزية)
- جاك ميلر على موقع Hockey-Reference.com (الإنجليزية)